# ترزوانت (تنسی)
ترزوانت (به انگلیسی: Trezevant) شهری در ایالت کشور ایالات متحده آمریکا است که جمعیت آن در سرشماری سال ۲۰۱۰ میلادی، ۸۵۹ نفر بوده‌است.